# Aeroportul Winston Field
Aeroportul Winston Field (IATA: SNK, ICAO: KSNK, FAA LID: SNK) este un aeroport din Texas, Statele Unite ale Americii.
Situat la o altitudine de 741 m, aeroportul dispune de 2 piste.

## Infrastructură

### Piste
Aeroportul dispune de 2 piste. Pista 08/26 are suprafața de asfalt și dimensiunile 4.200 picioare × 75 picioare. Pista 17/35 are suprafața de asfalt și dimensiunile 5.599 picioare × 100 picioare. 